# بازولز کورنر (ویرجینیا)
بازولز کورنر (به انگلیسی: Boswell's Corner) یک منطقهٔ مسکونی در ایالات متحده آمریکا است که در شهرستان استفورد، ویرجینیا واقع شده‌است.